# Theodor Gebre Selassie
Theodor Gebre Selassie (ur. 24 grudnia 1986 w Třebíču) – czeski piłkarz etiopskiego  pochodzenia, który występował na pozycji prawego obrońcy. Obecnie dyrektor Slovan Liberec.   W latach 2011–2019 wielokrotny reprezentant Czech. Uczestnik Mistrzostw Europy 2012 oraz 2016. Większość swojej kariery spędził w niemieckim Werderze Brema.

## Kariera klubowa
Urodził się w Czechosłowacji, jego ojciec jest Etiopczykiem a matka Czeszką. Karierę piłkarską rozpoczął w klubie FC Velké Meziříčí. Następnie, w 1998 roku, podjął treningi w FC Vysočina Igława. W 2005 roku został wypożyczony do FC Velké Meziříčí, a w 2006 roku wrócił do FC Vysočiny Igława i przez półtora roku grał w barwach tego klubu w drugiej lidze czeskiej.
Jesienią 2007 roku Theodor Gebre Selassie został zawodnikiem klubu Slavia Praga. W pierwszej lidze czeskiej zadebiutował 19 października 2007 roku w wygranym 3−0 domowym meczu z FC Viktorią Pilzno. W 2008 roku wywalczył ze Slavią mistrzostwo Czech. Łącznie w tym klubie rozegrał 11 meczów ligowych.
Latem 2008 roku Theodor Gebre Selassie zmienił zespół i podpisał kontrakt ze Slovan Liberec. W barwach tego klubu zadebiutował 21 września 2008 roku w przegSlovan Liberecranym 0−2 wyjazdowym meczu z Bohemiansem Praga. 2 listopada 2008 roku strzelił swoją pierwszą bramkę w lidze, w spotkaniu z FK Mladá Boleslav (3−3). W 2012 roku podpisał 4-letni kontrakt z Werderem Brema. W czerwcu 2021 wrócił do Slovan Liberec.
W czerwcu 2023 ogłosił koniec swojej profesjonalnej kariery sportowej.
| Sezon   | Klub               | Kraj   | Rozgrywki      | Mecze | Bramki |
| ------- | ------------------ | ------ | -------------- | ----- | ------ |
| 2005/06 | FC Velké Meziříčí  | Czechy | IV. liga       | 8     | 0      |
| 2006/07 | FC Vysočina Igława | Czechy | II. liga       | 11    | 1      |
| 2007/08 | FC Vysočina Igława | Czechy | II. liga       | 7     | 1      |
| 2007/08 | Slavia Praga       | Czechy | Gambrinus Liga | 9     | 0      |
| 2008/09 | Slavia Praga       | Czechy | Gambrinus Liga | 2     | 0      |
| 2008/09 | Slovan Liberec     | Czechy | Gambrinus Liga | 21    | 1      |
| 2009/10 | Slovan Liberec     | Czechy | Gambrinus Liga | 17    | 2      |
| 2010/11 | Slovan Liberec     | Czechy | Gambrinus Liga | 29    | 0      |
| 2011/12 | Slovan Liberec     | Czechy | Gambrinus Liga | 30    | 5      |
| 2012/13 | Werder Brema       | Niemcy | Bundesliga     | 27    | 1      |
| 2013/14 | Werder Brema       | Niemcy | Bundesliga     | 29    | 2      |
| 2014/15 | Werder Brema       | Niemcy | Bundesliga     | 26    | 3      |
| 2015/16 | Werder Brema       | Niemcy | Bundesliga     | 33    | 1      |
| 2016/17 | Werder Brema       | Niemcy | Bundesliga     | 30    | 5      |
| 2017/18 | Werder Brema       | Niemcy | Bundesliga     | 32    | 3      |
| 2018/19 | Werder Brema       | Niemcy | Bundesliga     | 32    | 3      |

## Kariera reprezentacyjna
W latach 2007–2008 rozegrał 6 meczów w reprezentacji Czech U-21. 4 czerwca 2011 zadebiutował w dorosłej reprezentacji, w zremisowanym 0:0 meczu Kirin Cup 2011 z Peru. Stał się tym samym pierwszym czarnoskórym zawodnikiem w historii reprezentacji Czech.
| Mecze i gole w reprezentacji | Mecze i gole w reprezentacji | Mecze i gole w reprezentacji | Mecze i gole w reprezentacji | Mecze i gole w reprezentacji | Mecze i gole w reprezentacji | Mecze i gole w reprezentacji |
| #                            | Data                         | Stadion                      | Rywal                        | Wynik                        | Gol                          | Rozgrywki                    |
| 2011                         | 2011                         | 2011                         | 2011                         | 2011                         | 2011                         | 2011                         |
| ---------------------------- | ---------------------------- | ---------------------------- | ---------------------------- | ---------------------------- | ---------------------------- | ---------------------------- |
| 1.                           | 04.06.2011                   | Nagano, Japonia              | Peru                         | 0−0                          | 0                            | Kirin Cup 2011               |
| 2.                           | 07.06.2011                   | Jokohama, Japonia            | Japonia                      | 0−0                          | 0                            | Kirin Cup 2011               |
| 3.                           | 06.09.2011                   | Praga, Czechy                | Ukraina                      | 4−0                          | 0                            | towarzyski                   |
| 4.                           | 07.10.2011                   | Praga, Czechy                | Hiszpania                    | 0−2                          | 0                            | El. ME 2012                  |
| 5.                           | 11.10.2011                   | Kowno, Litwa                 | Litwa                        | 4−1                          | 0                            | El. ME 2012                  |
| 6.                           | 11.11.2011                   | Praga, Czechy                | Czarnogóra                   | 2−0                          | 0                            | El. ME 2012 − baraże         |
| 7.                           | 15.11.2011                   | Podgorica, Czarnogóra        | Czarnogóra                   | 1−0                          | 0                            | El. ME 2012 − baraże         |
| 2012                         |                              |                              |                              |                              |                              |                              |
| 8.                           | 29.02.2012                   | Dublin, Irlandia             | Irlandia                     | 1−1                          | 0                            | towarzyski                   |
| 9.                           | 26.05.2012                   | Graz, Austria                | Izrael                       | 2−1                          | 0                            | towarzyski                   |
| 10.                          | 01.06.2012                   | Praga, Czechy                | Węgry                        | 1−2                          | 0                            | towarzyski                   |
| 11.                          | 08.06.2012                   | Wrocław, Polska              | Rosja                        | 1−4                          | 0                            | ME 2012                      |
| 12.                          | 12.06.2012                   | Wrocław, Polska              | Grecja                       | 2−1                          | 0                            | ME 2012                      |
| 13.                          | 16.06.2012                   | Wrocław, Polska              | Polska                       | 1−0                          | 0                            | ME 2012                      |
| 14.                          | 21.06.2012                   | Warszawa, Polska             | Portugalia                   | 0−1                          | 0                            | ME 2012                      |
| 15.                          | 15.08.2012                   | Lwów, Ukraina                | Ukraina                      | 0−0                          | 0                            | towarzyski                   |
| 16.                          | 08.09.2012                   | Kopenhaga, Dania             | Dania                        | 0−0                          | 0                            | El. MŚ 2014                  |
| 17.                          | 12.10.2012                   | Pilzno, Czechy               | Malta                        | 3−1                          | 1                            | El. MŚ 2014                  |
| 18.                          | 16.10.2012                   | Praga, Czechy                | Bułgaria                     | 0−0                          | 0                            | El. MŚ 2014                  |
| 19.                          | 14.11.2012                   | Ołomuniec, Czechy            | Słowacja                     | 3−0                          | 0                            | towarzyski                   |
| 2013                         |                              |                              |                              |                              |                              |                              |
| 20.                          | 06.02.2013                   | Manisa, Turcja               | Turcja                       | 2−0                          | 0                            | towarzyski                   |
| 21.                          | 22.03.2013                   | Ołomuniec, Czechy            | Dania                        | 0−3                          | 0                            | El. MŚ 2014                  |
| 22.                          | 26.03.2013                   | Erywań, Armenia              | Armenia                      | 3−0                          | 0                            | El. MŚ 2014                  |
| 23.                          | 07.06.2013                   | Praga, Czechy                | Włochy                       | 0−0                          | 0                            | El. MŚ 2014                  |
| 24.                          | 14.08.2013                   | Budapeszt, Węgry             | Grecja                       | 1−1                          | 0                            | towarzyski                   |
| 25.                          | 06.09.2013                   | Praga, Czechy                | Armenia                      | 1−2                          | 0                            | El. MŚ 2014                  |
| 26.                          | 10.09.2013                   | Turyn, Włochy                | Włochy                       | 1−2                          | 0                            | El. MŚ 2014                  |
| 27.                          | 15.11.2013                   | Ołomuniec, Czechy            | Kanada                       | 2−0                          | 0                            | towarzyski                   |
| 2014                         |                              |                              |                              |                              |                              |                              |
| 28.                          | 05.03.2014                   | Praga, Czechy                | Norwegia                     | 2−2                          | 0                            | towarzyski                   |